# Абрамченко Андрій В'ячеславович
Андрій В'ячеславович Абрамченко (нар. 11 лютого 1965, Ізмаїл, Одеська область) — міський голова Ізмаїла (Одеська область), від 2010 року.

## Біографія
Андрій Абрамченко народився 11 лютого 1965 року в Ізмаїлі.
У 1986 році закінчив Ленінградське вище зенітно-ракетне командне училище за фахом інженер з експлуатації радіоелектронних засобів. Потім служив в Середньоазіатському військовому окрузі, вчився на Вищих Курсах військової контррозвідки КДБ СРСР в Новосибірську, працював у Міністерстві національної безпеки Молдови.
Від 2003 року Андрій Абрамченко очолює приватне підприємство «Торговельна група „Бриз“» і ТОВ «Райенерго-Ізмаїл». Також Андрій Абрамченко — президент футбольного клубу «Бриз», який 2010 року вперше став бронзовим чемпіоном України з міні-футболу.
Був членом партії «Сильна Україна». Балотувався на посаду мера Ізмаїла 2006 року, а також на зірваних серпневих виборах 2010 року; відтак на місцевих виборах 31 жовтня 2010 року. Висунутий від партії «Сильна Україна», Андрій Абрамченко переміг на виборах міського голови Ізмаїла, набравши 39,7 % голосів. За даними Ізмаїльського тервиборчкому, оголошеними 5 листопада 2010 року, його перевага над представником Партії регіонів Сергієм Павлухіним, що зайняв друге місце, склала майже 20 % голосів.
2012 року, після ліквідації партії «Сильна Україна», прийнятий до Партії регіонів. 2015 року вдруге обраний мером Ізмаїла (висунутий Блоком Петра Порошенка «Солідарність»), за нього проголосувало 94,52 % виборців.
2020 року переобраний на посаді міського голови Ізмаїла. Балотувався від партії "Слуга народу", набрав 81,51% голосів виборців. 

## Трудова діяльність
1986-1993 р. - служба в Середньоазіатському військовому окрузі; робота в Міністерстві національної безпеки Молдови;
1993-1997 р. - менеджер із зовнішньоекономічної діяльності АТ «Аго-Дачія» (Молдова); 
1993-2002 р. - генеральний директор товариства з обмеженою відповідальністю «Дністер»; 
з 1995 р. - директор товариства з обмеженою відповідальністю «Старт»;
з 2003 р. - директор приватного підприємства «Торгова група «Бриз»;
з 2010 р. - директор товариства з обмеженою відповідальністю «Райенерго-Ізмаїл».

## Нагороди
- Медаль Святителя Інокентія Одеського I ступеня УПЦ МП (8 травня 2015)[6][7]
- Почесна відзнака Одеської обласної ради (2017)
- Почесна грамота Одеської обласної державної адміністрації (2017)
- Почесна відзнака Одеської обласної ради (2017)
- Орден «За заслуги» III ступеня (7 грудня 2018) — За вагомий особистий внесок у державне будівництво, розвиток місцевого самоврядування, багаторічну сумлінну працю і високий професіоналізм[8]
- Грамота Верховної Ради України (2018)
- Почесна грамота Одеської обласної державної адміністрації (2019)
- Грамота Служби безпеки України (2021)
- Почесна відзнака голови Одеської обласної державної адміністрації (2021)
- Почесна грамота Верховної Ради України (7 грудня 2021) — За вагомий особистий внесок в утвердження засад місцевого самоврядування, соціально-економічний розвиток територіальної громади, активну громадську діяльність, сумлінну працю та високий професіоналізм[9][10]
- Подяка Прем'єр-міністра України (28 червня 2022) — За сумлінне виконання службових обов'язків, високий професіоналізм та з нагоди Дня Конституції України[11]
- Орден «За заслуги» II ступеня (23 серпня 2023) — За значні заслуги у зміцненні української державності, мужність і самовідданість, виявлені у захисті суверенітету та територіальної цілісності України, вагомий особистий внесок у розвиток різних сфер суспільного життя, відстоювання національних інтересів нашої держави, сумлінне виконання професійного обов'язку[12]
- Подяка 3-ї окремої штурмової бригади (5 жовтня 2024) — За вагомий внесок у підвищення боєздатності 3-ї окремої штурмової бригади та майбутню перемогу України у війні за незалежність[13]

## Виноски
1. ↑  Список кандидатів на посаду ізмаїльського міського голови 26.03.2006 року. Архів оригіналу за 5 березня 2016. Процитовано 5 листопада 2010.
2. ↑  Міським головою Ізмаїла став А.Абрамченко [Архівовано 27 грудня 2014 у Wayback Machine.] // повідомл. за 5 листопада 2010 року від ІА «РБК-Україна»
3. ↑  Мэр Измаила Андрей Абрамченко принят в Партию регионов [Архівовано 9 травня 2014 у Wayback Machine.] (рос.)
4. ↑  Результати виборів міського голови. Ізмаїльська міська рада. Архів оригіналу за 31 жовтня 2015. Процитовано 6 листопада 2015.
5. ↑  Выборы-2020: действующего мэра Измаила поддержали 81,51% избирателей, «слуги» сформировали монобольшинство в горсовете | Новини Одеси. dumskaya.net. Процитовано 27 липня 2022.
6. ↑  Мэр Измаила Андрей Абрамченко получил награду церкви [Архівовано 9 травня 2014 у Wayback Machine.] (рос.)
7. ↑  Мэр Измаила получил медаль за заслуги перед церковью [Архівовано 20 квітня 2019 у Wayback Machine.] (рос.)
8. ↑  Указ Президента України від 7 грудня 2018 року № 415/2018 «Про відзначення державними нагородами України з нагоди Дня місцевого самоврядування»
9. ↑  Нагородження відзнаками Верховної Ради України до Дня місцевого самоврядування. youtu.be. Інформаційне управління Верховної Ради України. 7 грудня 2021. Процитовано 7 грудня 2021.
10. ↑  Коновка, Тетяна (7 грудня 2021). Городскому голове Измаила в Киеве вручили Почетную грамоту Верховной Рады. Измаил.City (рос.). Архів оригіналу за 7 грудня 2021. Процитовано 7 грудня 2021.
11. ↑  Начальник Одеської обласної військової адміністрації Максим Марченко вручив Ізмаїльському міському голові Андрію Абрамченко Подяку Прем`єр-міністра України. Ізмаїльська районна державна адміністрація. 28 червня 2021. Процитовано 1 липня 2022.
12. ↑  Указ Президента України від 23 серпня 2023 року № 502/2023 «Про відзначення державними нагородами України з нагоди Дня Незалежності України»
13. ↑  Мийнова, Амєлія (5 жовтня 2024). Ізмаїльській громаді вручено подяку від командування Третьої окремої штурмової бригади. Південь сьогодні. Процитовано 6 жовтня 2024.